# Rondibilis phontionensis
Rondibilis phontionensis är en skalbaggsart som först beskrevs av Stefan von Breuning 1968.  Rondibilis phontionensis ingår i släktet Rondibilis och familjen långhorningar.
Artens utbredningsområde är Laos. Inga underarter finns listade i Catalogue of Life.